# Brian Rast
Brian Rast (Denver, 8 novembre 1981) è un giocatore di poker statunitense.

## Poker
Ha iniziato a giocare a poker nel 2003 dopo aver visto, rimanendone affascinato, il film Il giocatore di John Dahl.
Rast ha vinto tre braccialetti delle WSOP, di cui due nel 2011. Il primo nel torneo $1,500 Pot-Limit Hold'em nel quale guadagnò $227,232 battendo in heads-up Allen Kessler, mentre il secondo lo vinse nel torneo $50,000 Player's Championship.
Il terzo braccialetto lo vince alle WSOP 2016, sempre nel torneo Poker Players Championship, per $1,296,097.
A settembre 2016, il totale delle sue vincite nei tornei live si attesta pari a $17,780,392, di cui $5,566,334 vinti alle WSOP.

### Braccialetti delle World Series of Poker
| Anno | Torneo                              | Premio     |
| ---- | ----------------------------------- | ---------- |
| 2011 | $1,500 Pot Limit Hold'em            | $227,232   |
| 2011 | $50,000 Poker Player's Championship | $1,720,328 |
| 2016 | $50,000 Poker Players Championship  | $1,296,097 |